# Zarixata (Aliovita)
Zarixata (em armênio: Զարիշատ; romaniz.: Zarišat) foi uma grande cidade do Reino da Armênia situada no gavar (cantão) de Aliovita, na Turuberânia.

## Nome
O topônimo é formado por Zari (Zareh), a grafia armênia do nome Zariadres, e o sufixo -xata (-šat), "felicidade de", "alegria de". Nesse sentido, seu nome significa "felicidade de Zariadres".

## História
Zarixata localizava-se no vale do rio Murate (Arasani), a nordeste do lago de Vã, na estrada que ligava Artaxata com Tigranocerta. Em termos administrativos, estava no distrito (gavar) de Aliovita, na província da Turuberânia do Reino da Armênia. Foi fundada por Artaxias I (r. 188–160 a.C.) em honra a seu pai, Zariadres, cujo nome é registrado em sua inscrição, aos moldes de outras cidades helenísticas. Fausto, o Bizantino (século V) citou que tinha uma população armeno-judaica, e é possível que os habitantes judeus tenham sido levados para lá no reinado de Tigranes, o Grande (r. 95–55 a.C.). Fez parte dos domínios da dinastia arsácida, como corroborado pelo relato de Moisés de Corene que se referiu a ela como "cidade real"; o distrito de Aliovita, por conseguinte, era um dos domínios nos quais os príncipes arsácidas que não iriam ascender ao trono deveriam residir para evitar conflitos. Fausto chamou-a de "grande cidade", indicando sua importância.
A economia de Zarixata centrava-se no artesanato e comércio, mas é provável que a agricultura desempenhou um papel relevante, dada a localização de Zarixata num entorno no qual essa atividade seria favorecida. Em 368-369, como consequência da Paz de Nísibis (363) assinada pelo Império Romano e pelo Império Sassânida, o xainxá Sapor II (r. 309–379) invadiu a Armênia e saqueou a cidade, cuja população foi deportada. Fausto afirmou que 24 mil famílias foram deportadas ao Irã, enquanto outras fontes fornecem a cifra de 11 mil. Seja como for, a cidade declinou em importância e ficou melhor conhecida como uma fortaleza ordinária. Sua economia urbana quase que desapareceu e houve uma maior ênfase na subsistência agrícola. Foi parcialmente restaurada após as campanhas de Tamerlão (r. 1370–1405) e no século XV foi mencionada como uma cidade rural por Tomás de Metsofe.
Sob julgo safávida e depois otomano, voltou a declinar ao ponto de se tornar uma vila. Desde então foi referida como Erixata (em armênio: Երիշատ; romaniz.: Erešat). No Império Otomano, fez parte do caza (distrito) de Erjixe, no sanjaco de Vã do vilaiete de Vã. Eventualmente, foi dividida em dois distritos (Baixa e Alta Irixata; hoje Axaexecle e Iucarexecle, no distrito de Erjixe, na Turquia), que mais tarde se tornaram vilas. Na década de 1910, havia 66 famílias curdas e 25 famílias armênias residentes. A principal ocupação da população era a agricultura, jardinagem e pecuária, mas os armênios também praticavam a caça de faisões. Até esse momento existiam ruínas de uma antiga fortaleza in situ. Os habitantes armênios foram deportados e/ou mortos durante o genocídio armênio de 1915.